# Мухометов Філіпп Дмитрович
Мухометов Філіпп Дмитрович (нар. 25 листопада 1983) — колишній російський тенісист.
Найвищу одиночну позицію світового рейтингу — 355 місце досяг 24 лютого 2003, парну — 312 місце — 25 серпня 2003 року.

## Титули Челленджер/Ф'ючерс

### Одиночний розряд
| Легенда         |
| --------------- |
| ITF Ф'ючерс (2) |

| Ранг | Дата     | Турнір                   | Рівень  | Покриття | Суперник          | Рахунок       |
| ---- | -------- | ------------------------ | ------- | -------- | ----------------- | ------------- |
| 1.   | Лют 2002 | Ізраїль F2, Ашкелон      | Ф'ючерс | Тверде   | Нір Велгрін       | 6–1, 2–6, 6–0 |
| 2.   | Сер 2004 | Росія F2, Красноармійськ | Ф'ючерс | Тверде   | Костянтин Кравчук | 2–6, 6–3, 6–2 |

### Парний розряд
| Легенда            |
| ------------------ |
| ATP Челленджер (1) |
| ITF Ф'ючерс (4)    |

| Ранг | Дата     | Турнір                         | Рівень     | Покриття | Партнер          | Суперники                            | Рахунок       |
| ---- | -------- | ------------------------------ | ---------- | -------- | ---------------- | ------------------------------------ | ------------- |
| 1.   | Лип 2002 | Togliatti Challenger, Тольятті | Челленджер | Тверде   | Дмитро Власов    | Артем Дерепаско Михайло Єлгін        | 6–4, 6–4      |
| 1.   | Тра 2003 | Італія F8, Верона              | Ф'ючерс    | Ґрунт    | Джанлука Бацціка | Алессандро да Коль Крістіан Персіко  | 6–4, 7–6(5)   |
| 2.   | Сер 2004 | Росія F1, Сергієв Посад        | Ф'ючерс    | Ґрунт    | Євген Смірнов    | Денис Мацюкевич Ерік Шерер           | 6–2, 6–2      |
| 3.   | Сер 2004 | Росія F2, Красноармійськ       | Ф'ючерс    | Тверде   | Євген Смірнов    | Денис Мацюкевич Ерік Шерер           | 6–0, 6–2      |
| 4.   | Тра 2004 | Румунія F4, Бухарест           | Ф'ючерс    | Ґрунт    | Євген Смірнов    | Артемон Апосту-Ефремов Теодор Болану | 4–6, 6–3, 7–5 |